# Тиберије (син цара Јустинијана II)
Тиберије ( грч. Τιβέριος , Тибериос ; 705–711), који се понекад наводи као Тиберије IV,  је био син цара Јустинијана II и Теодоре из Хазарије . Служио је као цар - савладар Византијског царства са својим оцем царем Јустинијаном II, од 706. до 711. године. Обојица су убијени 711. године, када је Вардан предводио побуну која је кренула на Цариград . Након Тиберијеве смрти, две различите особе су га опонашале, од којих је један, по имену Башир, био домаћин Хишаму ибн Абд ал-Малику, халифи Омајада, пре него што је његова лаж откривена и он је разапет .

## Историја
Године 705. цар Јустинијан II, који је претходно био цар Византијског царства од 685. до 695. године, али га је Леонтије збацио, употребио је огромну војску Хазара, Бугара и Словена да поврати престо од цара Тиберија III, који је збацио Леонтија.  Док је цар Јустинијан II водио трупе у Царство, оставио је своју жену, Теодору из Хазарије, у Бугарској. Док је била тамо, родила је Тиберија. Када је цар Јустинијан II учврстио своју власт на престолу, послао је по своју жену и свог тек рођеног сина.   Када су стигли у Цариград 706. године, Теодора и Тиберије су крунисани за Августау и Августа .    Године 710, када је папа Константин посетио Цариград, дочекали су га византијски Сенат и млади цар - савладар Тиберије, пре него што је папа Константин отишао код цара Јустинијана II.  
Године 711, Тема Херсона се побунила против цара Јустинијана II, побуну је предводио прогнани генерал по имену Вардан . Побуњеници су се одупирали контранападом, пре него што су се побуни придружиле и снаге послате да нападну побуњенике.  Побуњеници су кренули на главни град, Константинопољ, и прогласили Вардана за цара под именом Филип.  За то време, цар Јустинијан II је путовао у Јерменију и тако није стигао у Цариград на време да га одбрани, већ тек пошто је пао.  Ухапшен је, а затим погубљен ван града у децембру 711. године. Његову главу је Вардан задржао као трофеј. Када је чула вест о његовој смрти, његова мајка царица Анастасија, одвела је Тиберија, у то време шестогодишњака, у цркву Свете Марије у Влахерни, како би потражила уточиште. Прогонили су га људи које је послао Варданес, који су га одвукли од олтара и убили испред цркве. 
Касније су се појавиле две одвојене особе које су тврдиле да су Тиберије: једна 715. године током опсаде Константинопоља од стране Арапа; а други 737.  Други варалица, човек по имену Башир, сплеткарио је заверу са слепцем по имену Теофант. Организовали су да Теофант оде код Сулејмана ибн Хишама, арапског генерала и сина омејадског халифе Хишама ибн Абд ал-Малика, и обавести га да зна где се налази Тиберије, који је заправо био сам Башир. Сулејман је поверовао Теофанту и упутио га да му доведе Башира, што је Теофант пристао да уради у замену за новац. Теофант је затим предао Башира Сулејману, након чега је Башир снажно негирао да је Тиберије, како би Сулејман био сигуран да је он заиста Тиберије. Након многих обећања о сигурности и награди, он је „признао“ да је Тиберије. Сулејман је одмах писао свом оцу Хишаму, који га је упутио да лажног Тиберија обуче у краљевску одећу и да у процесији прође кроз све веће градове. Башир је затим отишао прво у Едесу, а затим у друге веће градове. После овога је отишао код Хишама, који га је часно примио. Башир је остао са Хишамом, пославши амбасадоре у Цариград да прогласе да је Тиберије још увек жив и да је у савезу са Омајадима. Ова вест је уплашила Византинце, а посебно цара Лава III . Међутим, Баширова обмана је на крају откривена и он је разапет у Едеси. 

## Нумизматика
Тиберије се може наћи на новчићима издатим током друге владавине свога оца цара Јустинијана II (705–711). Током прве владавине цара Јустинијана II (686–695), исковани су први новчићи који су на аверсу имали приказ Господа Исуса Христа . Током своје друге владавине, Тиберије је био приказан на реверсу новчића, поред цара Јустинијана II. На полеђини, Тиберије и цар Јустинијан II носе круне, лорос и хламију , и држе укрштене потенције у рукама. Легенда на реверсу гласи: " Домини Ностри Иустинианус ет Тибериус Перпетуи Аугусти ", што значи "Наши господари Јустинијан и Тиберије, вечни цареви". 

### Примарни извори
- Kitab al-Fitan by Nu'aym ibn Hammad.[1]
- Chronicle of 1234 by Anonymus (2.260).[2]
- Chronicle by Theophanes.[3]
- Chronicon Syriacum by Bar Hebraeus.[4]